# Ferdinand Augsten
Ferdinand Augsten (7. června 1843 Ruprechtice – 7. ledna 1906 Ruprechtice ) byl rakouský politik německé národnosti z Čech, na konci 19. století poslanec Říšské rady.

## Biografie
Vystudoval reálnou školu v Liberci a působil jako obchodník. Od roku 1871 zasedal v obecním zastupitelstvu v Ruprechticích, v roce 1883 se stal starostou. Od roku 1881 byl členem okresního zastupitelstva, od roku 1886 zasedal v okresní školní radě. V roce 1887 se stal okresním starostou v Liberci.
Byl i poslancem Říšské rady (celostátního parlamentu Předlitavska), kam usedl v doplňovacích volbách roku 1893 za kurii venkovských obcí v Čechách, obvod Liberec, Český Dub atd. Nastoupil 6. března 1893 místo Emila Müllera. Ve volebním období 1891–1897 se uvádí jako Ferdinand Augsten, obchodník a předseda okresního zastupitelstva, bytem Ruprechtice (Ruppersdorf).
Na Říšské radě je roku 1893 uváděn coby člen klubu Sjednocené německé levice, do kterého se spojilo několik ústavověrných (liberálně a centralisticky) orientovaných politických proudů.
Zemřel v lednu 1906.